# Пролетарка (Северо-Казахстанская область)
Пролетарка (каз. Пролетарка) — село в районе Магжана Жумабаева Северо-Казахстанской области Казахстана. Входит в состав Чистовского сельского округа. Код КАТО — 593685500.

## История
До 2013 года село являлось административным центром упразднённого Пролетарского сельского округа.

## Население
В 1999 году население села составляло 563 человека (282 мужчины и 281 женщина). По данным переписи 2009 года в селе проживало 428 человек (221 мужчина и 207 женщин).